# مؤتمر القاهرة (1921)

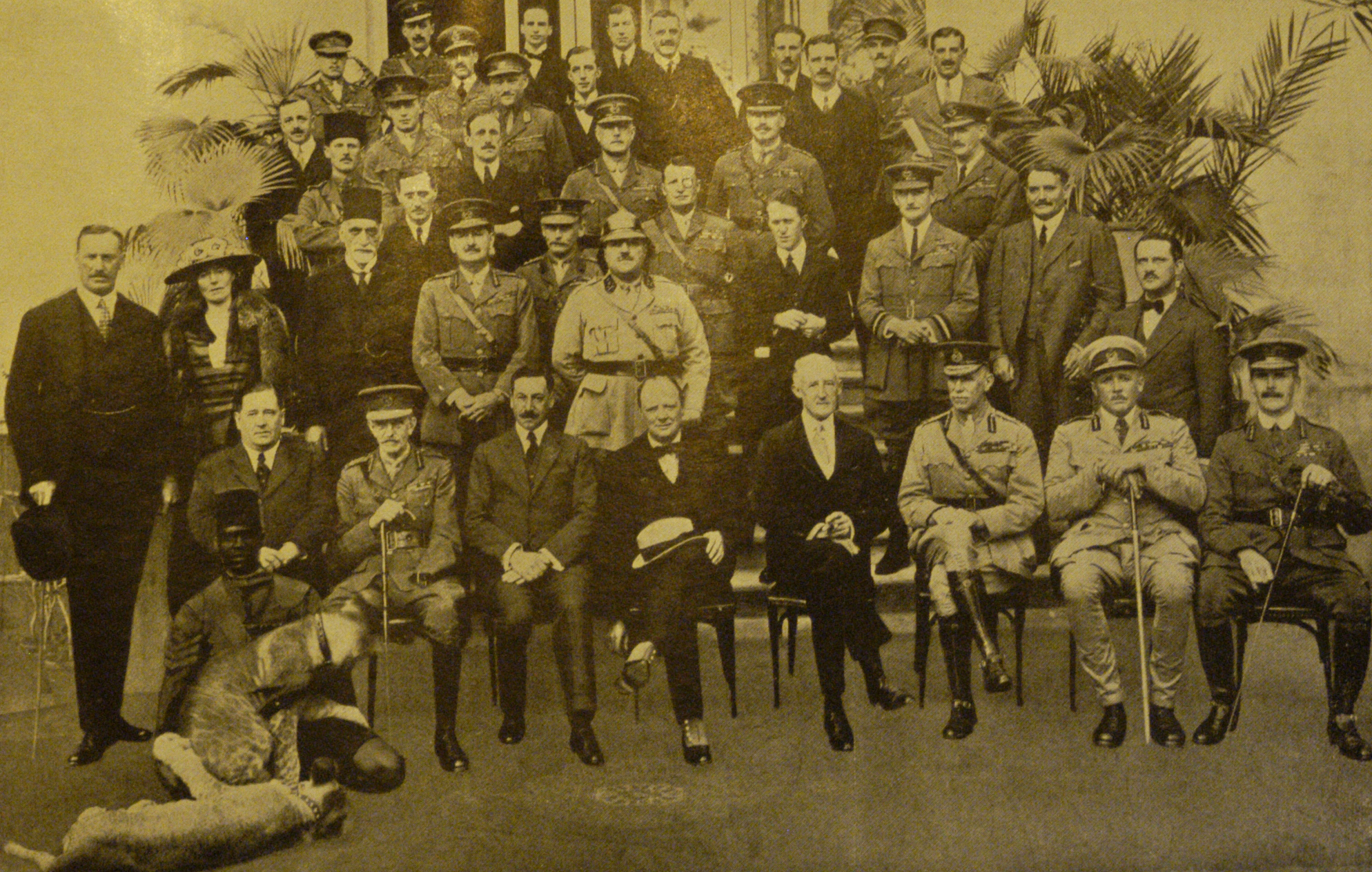
صورة من مؤتمر القاهـرة عام (1921)
يعتبر من أهم المؤتمرات التي بحث فيها مصير العرب بعد سقوط الامبراطورية العثمانية واحتلال بريطانيا للمنطقة في الحرب العالمية الاولى

مؤتمر القاهرة هو المؤتمر الذي انعقد عام 1921 واستمر أسبوعين برئاسة وزير المستعمرات البريطاني ونستون تشرشل، وبحضور أربعين موظفًا إداريًّا وسياسيًّا وعسكريًّا من البريطانيين الذين كانوا يشغلون مناصب هامة في مختلف أرجاء الوطن العربي آنذاك. تحدد خلال المؤتمر المستقبل السياسي لعديد من دول الشرق الأوسط كالعراق وشرق الأردن وفلسطين، ويعتبر من أهم المؤتمرات التي بحث فيها مصير العرب بعد سقوط الدولة العثمانية واحتلال بريطانيا للمنطقة في الحرب العالمية الأولى.

## ما قبل المؤتمر
خلال عام 1920، اندلعت انتفاضة شعبية في بلاد ما بين النهرين، التي احتلها البريطانيون منذ الحرب العالمية الأولى. تكبد الجيش البريطاني مئات الضحايا. وكانت أقسام من الصحافة البريطانية تطالب بإنهاء السيطرة البريطانية. كان الضابط البريطاني ت. لورانس، الذي بدأت أنشطته في زمن الحرب في جذب انتباه الجمهور والذي كان له ارتباطات قوية بسلالة الحسين بن علي المتمركزة في الحجاز، يضغط على الحكومة البريطانية نيابة عن الأمير فيصل. أحبط الجيش الفرنسي محاولة الأمير فيصل إنشاء مملكة مع دمشق كعاصمتها. في تشرين الثاني (نوفمبر) 1920، ظهر شقيق فيصل الأكبر عبد الله مع عدة مئات من أتباعه في مدينة معان وأعلن عزمه على مهاجمة الاحتلال الفرنسي في سوريا ولبنان الحديثة وإعادة أخيه إلى السلطة هناك.
كانت مهمة ونستون تشرشل بصفته وزير المستعمرات الجديد المسؤول عن الشرق الأوسط هي إيجاد حل للاضطرابات في العراق وتلبية تطلعات الحسين. عين تشرشل توماس إدوارد لورنس كمستشار خاص له. وقد عقدوا سلسلة من الاجتماعات مع الامير فيصل في لندن قبل المؤتمر.
معظم القرارات المتعلقة بمستقبل العراق قد اتخذت بالفعل في لندن. يجب أن يصبح فيصل ملكًا لمملكة العراق الجديدة، ليتم الموافقة عليه من خلال استفتاء شعبي للسكان المحليين. بمجرد التثبيت، سيوقع الملك على معاهدة صداقة أو تحالف مع بريطانيا العظمى. في تغيير كبير في السياسة، حيث جادل لورانس بقوة لصالحه، تقرر نقل الأمن في المنطقة من الجيش إلى سلاح الجو الملكي البريطاني. بحلول الوقت الذي بدأ فيه المؤتمر، تمكن الجيش البريطاني من سحق الثورة في بلاد ما بين النهرين، بتكلفة 40-50 مليون جنيه إسترليني، مع مقتل أكثر من 400 جندي بريطاني وأكثر من 10000 عراقي. كان من المتوقع أن تحقق السياسة الجديدة وفورات مالية كبيرة.

## المؤتمر

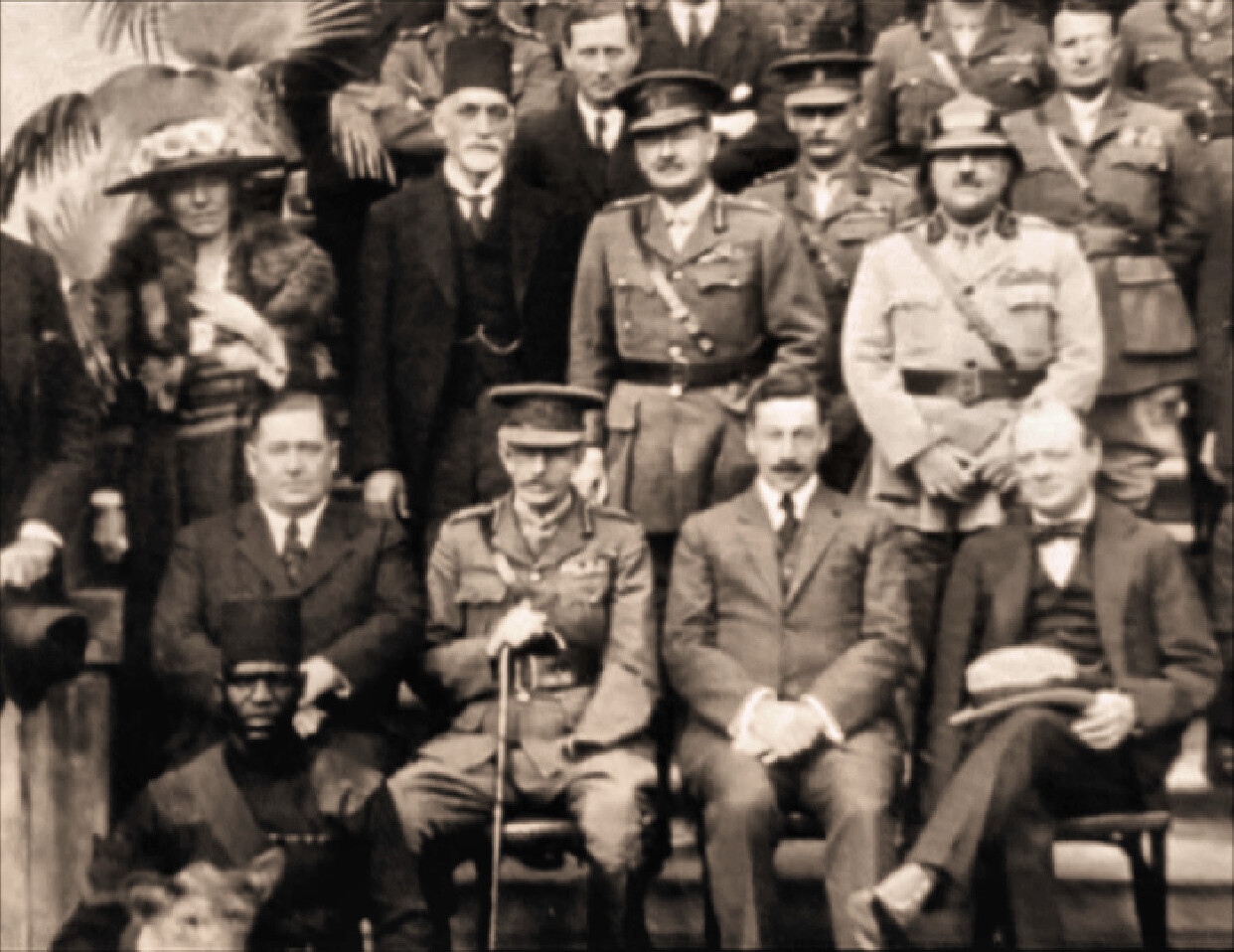
الجالسون: من اليمين: ونستون تشرشل، هربرت صموئيل
الواقفون: الصف الأول: من اليسار: غيرترود بيل، ساسون حسقيل، إدموند ألنبي، جعفر العسكري

في 12 مارس 1921، انعقد المؤتمر في فندق سميراميس في القاهرة وحضره جميع كبار الشخصيات العسكرية والمدنية من فلسطين وبلاد ما بين النهرين. كان العربيان الحاضران من أعضاء إدارة الانتداب لبلاد الرافدين. وصف تشرشل التجمع، الذي استمر أسبوعين، بأنه أحد «أربعين حراميًا» وقضى وقت فراغه في ممارسة هوايته الجديدة في الرسم الزيتي والعمل على مخطوطة تاريخه في الحرب العالمية الأولى، الأزمة العالمية.
تألف جدول أعمال المؤتمر من ثلاثة أقسام: العراق وفلسطين (بما في ذلك شرق الأردن) وعدن والخليج العربي.كانت السلطة القضائية والمالية وحجم حامية الجيش البريطاني والمجلس التشريعي المقترح كلها على جدول الأعمال.التقى وفد عربي من فلسطين تشرشل في القاهرة لفترة وجيزة في 22 مارس، حيث رفض مناقشة أي شيء سياسي لكنه وافق على مقابلتهما في القدس. تعقدت قضية شرق الأردن بوصول جيش الأمير عبد الله بن الحسين إلى عمان، مع تدفق المتمردين واللاجئين من سوريا وحقيقة أن الصهاينة اعتبروا شرق الأردن جزءًا من الوطن اليهودي الموعود. عقد تشرشل سلسلة لقاءات مع عبد الله في القدس في طريق عودته إلى لندن.
الإعلان العام الوحيد عن القرارات التي تم اتخاذها خلال المؤتمر، كان تقريرًا قدمه ونستون تشرشل إلى مجلس العموم البريطاني في 14 يونيو 1921. ولم يلق سوى القليل من التعليقات من الصحافة، وبالكاد تم ذكر المؤتمر في الرسائل المنشورة والسير الذاتية من المشاركين الرئيسيون في المؤتمر.

## لقاءات القدس
في 24 مارس/آذار 1921 واصلت بعثة فلسطين عملها في القدس. قوبل قطار تشرشل في غزة بمظاهرة كبيرة ضد الانتداب البريطاني على فلسطين. والتقى برئيس بلدية غزة وقادة آخرين وقدمت له قائمة المطالب التي قدمتها الجمعية الإسلامية المسيحية في حيفا. ولوح ونستون تشرشل وهربرت صموئيل -على افتراض أن السكان رحبوا بهما- لحشود المتظاهرين الذين كانوا يرددون شعارات معادية لليهود.

### لقاء الأمير عبد الله بن الحسين
في 28 مارس 1921، عقد وزير الدولة لشؤون المستعمرات ونستون تشرشل عدة اجتماعات مع الأمير عبد الله. كان الأمير عبد الله قد استقر بالفعل في عمان ويهدد بالتقدم شمالًا. اقترح تشرشل إنشاء شرق الأردن كمحافظة عربية تحت حكم حاكم عربي يعترف بالسيطرة البريطانية على إدارته ويكون مسؤولاً أمام المفوض السامي لفلسطين وشرق الأردن. جادل الأمير عبد الله بأنه ينبغي منحه السيطرة على كامل منطقة فلسطين الانتدابية المسؤولة أمام المفوض السامي، وبدلاً من ذلك دعا إلى الاتحاد مع الأرض الموعودة لأخيه (العراق)، لكن تشرشل رفض كلا المطلبين.
استجابةً لمخاوف عبد الله من مملكة يهودية غرب الأردن أصدر تشرشل مرسومًا يقضي بأنه لم يجر التفكير قط في "أن مئات وآلاف اليهود سيتدفقون على البلاد في وقت قصير جدًا ويسيطرون على السكان الحاليين". مستحيل تمامًا. "الهجرة اليهودية ستكون عملية بطيئة للغاية وسيتم الحفاظ على حقوق السكان غير اليهود بشكل صارم". "منطقة شرق الأردن لن يتم تضمينها في النظام الإداري الحالي لفلسطين، وبالتالي لن تنطبق البنود الصهيونية من الانتداب.
ولن تجعل اللغة العبرية لغة رسمية في شرق الأردن، ولن يُتوقع من الحكومة المحلية أن تتخذ أي تدابير لتشجيع الهجرة اليهودية والاستعمار اليهودي. وحول السياسة البريطانية في فلسطين، أضاف هربرت صموئيل أنه "لم يكن هناك شك في تحديد حتى حكومة يهودية هناك... لن يجريَ أخذ أرض من أي عربي، ولن يجريَ المساس بالدين الإسلامي بأي شكل من الأشكال".
اقترح الممثلون البريطانيون أنه إذا كان عبد الله قادرًا على السيطرة على تصرفات القوميين السوريين المعادية لفرنسا، فسوف يقلل ذلك من المعارضة الفرنسية لترشيح شقيقه لبلاد الرافدين، وقد يؤدي حتى إلى تعيين عبد الله نفسه أميرًا لسوريا في دمشق. في النهاية وافق الأمير عبد الله على إيقاف تقدمه نحو سوريا وإدارة المنطقة الواقعة شرق نهر الأردن لفترة تجريبية مدتها ستة أشهر يجري خلالها منحه دعمًا بريطانيًا قدره 5000 جنيه إسترليني شهريًا.

### لقاء الوفد العربي الفلسطيني
بعد المحادثات مع الأمير التقى تشرشل بوفد من مؤتمر حيفا لعام 1920 يمثل الفلسطينيين المسلمين والمسيحيين، بقيادة موسى الحسيني. وسلم مذكرة بدت احتجاجًا شديدًا على السياسات البريطانية في فلسطين. واشتكوا من أن بريطانيا العظمى «في ظل ضغوط الحرب المالية باعت بلادهم للصهاينة»، وأضافوا أن إنجلترا «تجاهلت مشاعر السكان وعينت يهوديًا كمفوض سام (أي هربرت صموئيل)، مع «حقيقة أن الغالبية العظمى من الشعب الذي يحكمه ليست من عرقه أو دينه». «في أهم منصبٍ للعدالة في فلسطين، أي منصب السكرتير القانوني، أو وزير العدل، تم تعيين يهودي. والأسوأ من ذلك، هذا المسؤول هو صهيوني خارجي».
وقد طعن الوفد في الصلاحية القانونية لوعد بلفور الذي راهن على المطالب التاريخية لليهود، فوفقًا لمنطقه فإنه "يجب على العرب المطالبة بإسبانيا لأنهم احتلوها ذات مرة وطوروا فيها حضارة عالية". وانتقد المنافسة المشحونة في الجمارك والتجارة وحذروا من سيطرة الصهاينة على السوق. احتج على شراء الأراضي وانتقدها بأنها مكلفة؛ كما أن المشاريع أقل من اللازم لتوظيف المهاجرين اليهود براتب مضاعف، على الرغم من القيام بأعمال أقل، بتكلفة التعليم العام. واشتكى المندوبون من أن "... أعلى المناصب ذات الرواتب الباهظة تُمنح لليهود" في حين أن المسؤول المحلي -الأكثر إلمامًا بالاحتياجات المحلية- ينزل إلى منصب من الدرجة الثالثة، براتب ضئيل للغاية بالنسبة لاحتياجاته ولا يتناسب مع عمله".
اعترض الوفد على مشروع الانتداب على فلسطين، والذي لم يضف شيئًا إلى الحقوق العربية المستمدة بالفعل من القانون الحالي، لكنه أعطى البريطانيين حقًّا في تسليم أراضي التاج لليهود والتي ليست ملكه. «ومن ناحية أخرى حصل اليهود على ميزة حقيقية وهي أن يصبحوا حكامًا لنا». ودعوا إلى إلغاء وعد بلفور وإنشاء برلمان منتخب وتعليق الهجرة اليهودية. 
ردًا على البيان وصف تشرشل الورقة بأنها حزبية ومن جانب واحد، مع احتوائها على عدد كبير من البيانات غير الصحيحة. بما أن وعد بلفور قد صدِّق عليه من قبل دول الحلفاء، فقد صار حقيقة ثابتة. سيكون الوطن القومي لليهود «خيرًا للعالم، وخيرًا لليهود، وخيرًا للإمبراطورية البريطانية.. وخيرًا للعرب الساكنين في فلسطين». وأكد أن بلفور تحدث عن «إقامة وطن قومي لليهود في فلسطين»، ولم يقل إنه سيجعل من فلسطين الوطن القومي لليهود «وهذا لا يعني أنه سيتوقف عن كونه الوطن القومي لشعوب أخرى، أو أنه سيتم تشكيل حكومة يهودية للسيطرة على الشعب العربي». إن الحكومة البريطانية تعتز بصداقة قوية ورغبة في التعاون مع الشعوب العربية ككل. هذا ما تتوقعه من الإمبراطورية البريطانية، وهي أعظم الدول الإسلامية في العالم....
تابع ونستون تشرشل حديثه بشرح تعيين هيربرت صموئيل في منصب المفوض السامي بأنه عين بسبب تدريبه وخبرته، لا لأنه كان يهوديًا، «في الحفاظ على التوازن وتأمين التجارة العادلة للجميع، لا يمكن لومه لكونه معاديًا لشعبه، وقد صدقه عندما قال إنه يفعل فقط ما هو عادل ومنصف»، ثم تحدث صموئيل عن المزايا العظيمة التي جلبتها الهجرة اليهودية إلى فلسطين ككل. ورفض الوعد بأي تغييرات في السياسة البريطانية.

### لقاء المجلس الوطني اليهودي
قدم المجلس الوطني اليهودي في فلسطين الذي يمثل اليهود المهاجرين مذكرة إلى ونستون تشرشل. وأعربوا عن امتنانهم لبريطانيا لدعمها «إعادة بناء الوطن القومي اليهودي» وأعربوا عن ثقتهم في أن تحقيق ذلك «سيكون ممكنا من خلال منح فلسطين حدودها التاريخية».
وأعلنوا أنه «بجهودنا في إعادة بناء الوطن القومي اليهودي، وهو مساحة صغيرة مقارنة بجميع الأراضي العربية، فإننا لا نحرمهم من حقوقهم المشروعة». وأشادوا بنتائج الاستعمار اليهودي في أربعين السنة الماضية. وطلبوا تحميل الشعب اليهودي مسؤولية تطوير أراضي الدولة والأراضي غير المزروعة غير الخاصة، وتنمية الموارد الطبيعية للبلاد.
كان مجلس الوزراء البريطاني «مقتنعًا تمامًا بأن قضية الصهيونية هي قضية تحمل في طياتها الكثير من الخير للعالم بأسره، وليس فقط للشعب اليهودي، بل إنها ستجلب معها أيضًا الرخاء والرضا والتقدم إلى المجتمع، والسكان العرب في هذا البلد». لقد كان يؤمن «بأنه تحفزك بأعلى روح العدالة والمثالية، وأن عملك في الواقع يمنح البركات للبلد بأسرها». يجب تحذير الصهاينة مسبقًا لتوقع انتقادات سلبية من غالبية السكان. وخلص وزير المستعمرات إلى أنه قرأ المذكرة «باهتمام وتعاطف كبيرين».

### خطاب تشرشل في الجامعة العبرية
في 29 مارس 1921، ألقى تشرشل خطابًا في الجامعة العبرية في القدس كشف فيه أن قلبه كان مليئًا بالتعاطف مع الصهيونية منذ اثني عشر عامًا منذ أن التقى يهود مانشستر. مرة أخرى نعيد التأكيد على بركات الوطن القومي اليهودي للعالم كله، والجنس اليهودي وبريطانيا العظمى. سيعتمد سكان فلسطين بشكل كبير على مدققيها، يهود فلسطين. وباتخاذ الخطوات الصحيحة ستتحول فلسطين إلى فردوس كما تنبأت الكتب المقدسة، «أرض يتدفق فيها الحليب والعسل، يجد فيها الذين يعانون من جميع الأعراق والأديان راحة من معاناتهم». 

## ما بعد المؤتمر
كان استنتاج الضابط ت لورنس إلى أن ونستون تشرشل "قد أصلح كل التشابك" وأن بريطانيا أوفت "بوعودها نصًا وروحًا... دون التضحية بأي مصلحة لإمبراطوريتنا أو أي مصلحة للأشخاص المعنيين. يعلق أحد كتاب سيرة لورانس أن المؤتمر "بشر بفترة من الاضطرابات في الشرق الأوسط والتي نادرا ما تم تجاوزها حتى في ظل الحكم العثماني." 

## المشاركون
- ونستون تشرشل - وزير المستعمرات البريطاني.
- توماس إدوارد لورنس -مستشار خاص للمكتب الاستعماري.
- هيوبرت وينثروب يونغ  [لغات أخرى]‏ - مكتب الاستعمارية.
- هربرت صموئيل - مندوب سامي في فلسطين.
- سير بيرسي كوكس - المندوب السامي في العراق.
- غيرترود بيل - السكرتير الشرقي للمفوض السامي للعراق.
- جعفر العسكري - وزير الدفاع في أول حكومة في مملكة العراق.
- مارشال جوي هوج ترينتشارد - رئيس الأركان الجوية (المملكة المتحدة).[20]
- نائب المارشال الجوي جيوفرى سالموند - قائد القوات الجوية في الشرق الأوسط.[21]
- ساسون حسقيل - وزير المالية في أول حكومة في مملكة العراق.
- جيفري آرتشر - محافظ الصومال البريطاني.
- المشير إدموند ألنبي - المندوب السامي في مصر.